# Aeroporto Internacional de Christchurch
O Aeroporto Internacional de Christchurch (em inglês: Christchurch International Airport) (IATA: CHC, ICAO: NZCH) é um aeroporto internacional localizado em Harewood, que serve principalmente a cidade de Christchurch na Nova Zelândia, sendo o segundo mais movimentado do país. O aeroporto foi inaugurado em 18 de maio de 1940 e teve seu primeiro voo internacional em 16 de dezembro de 1950.